# Wateroverlast

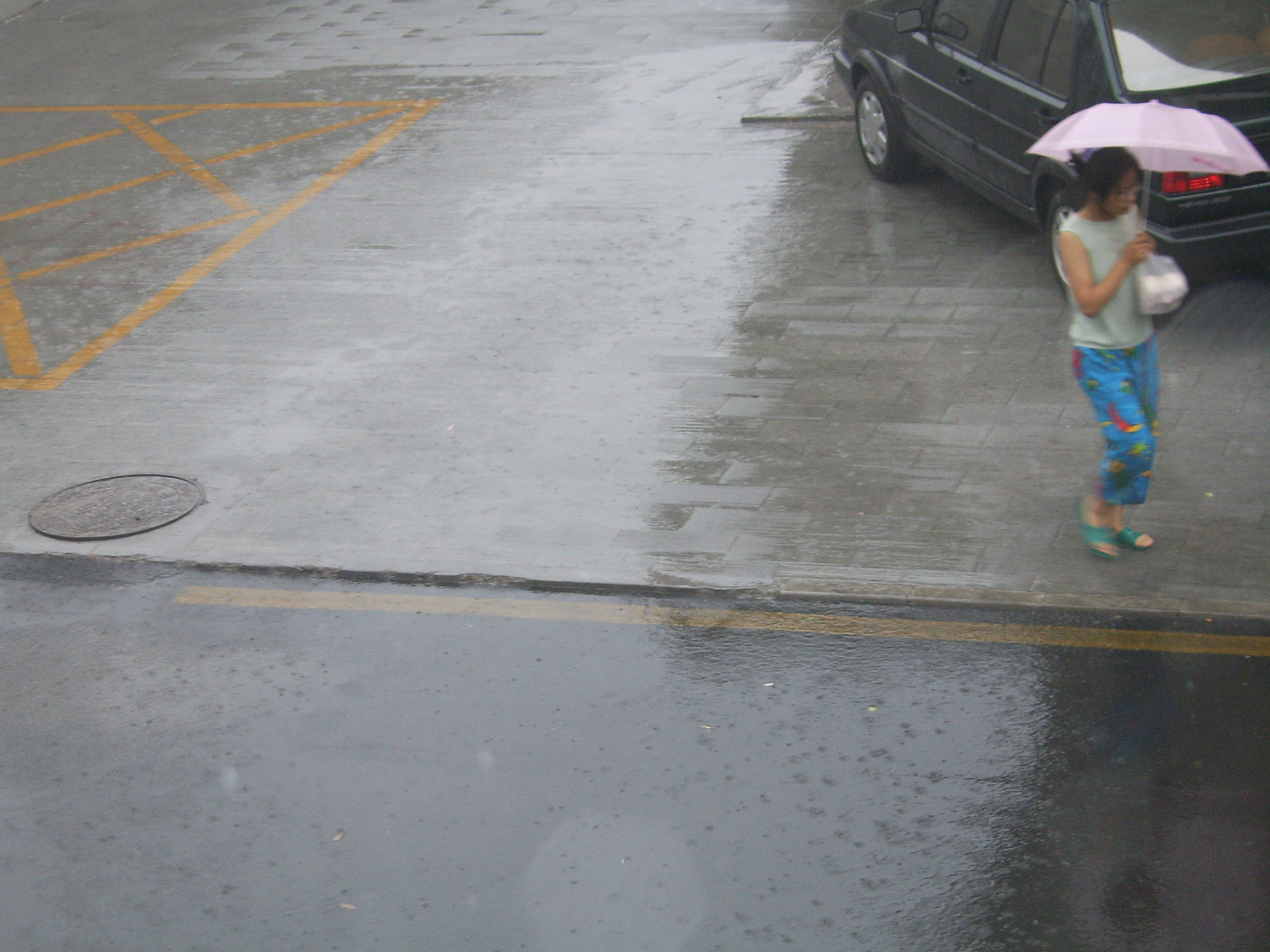
Regen kan tot wateroverlast leiden

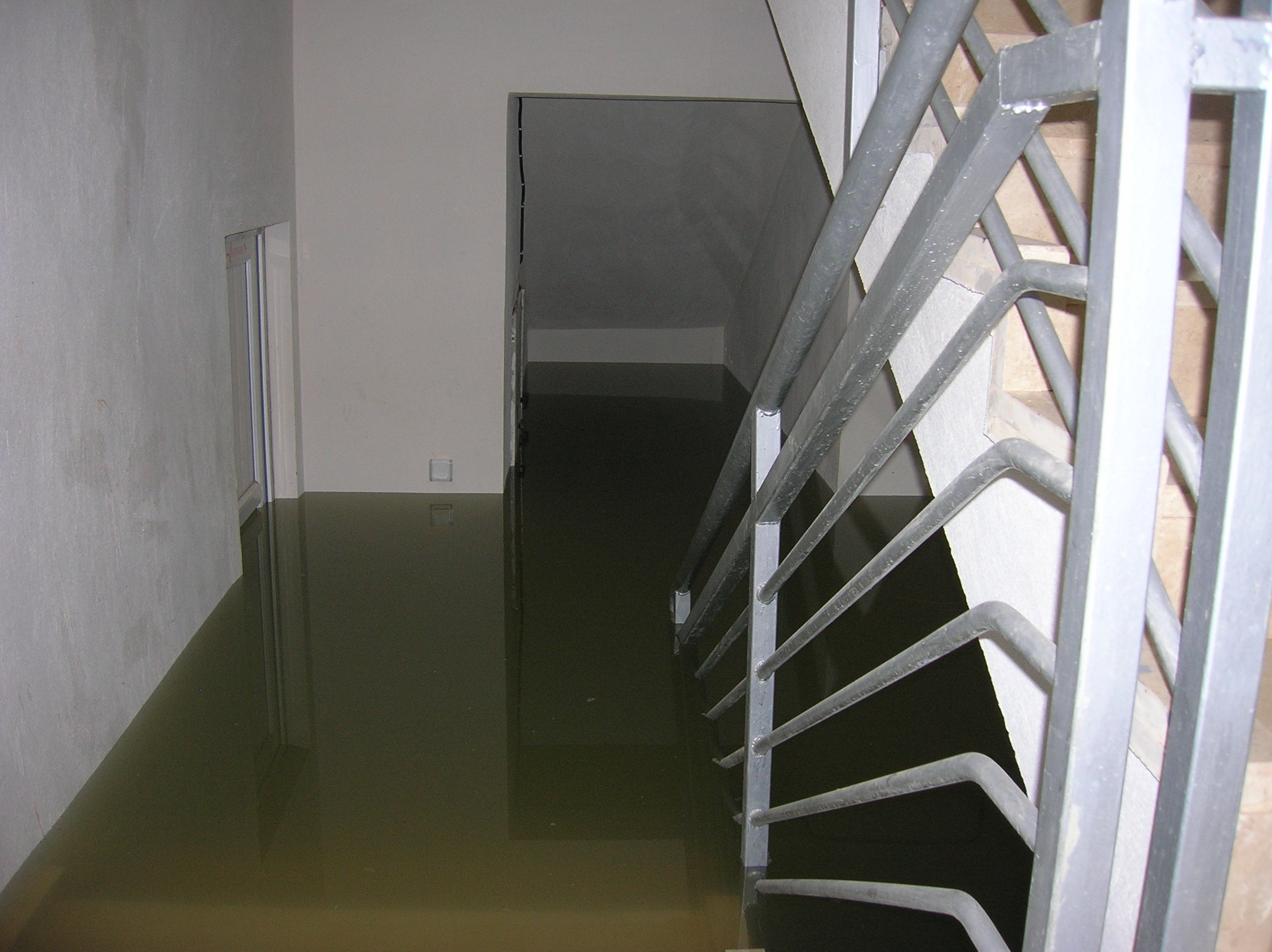
Een ondergelopen kelder na dagenlange regenval

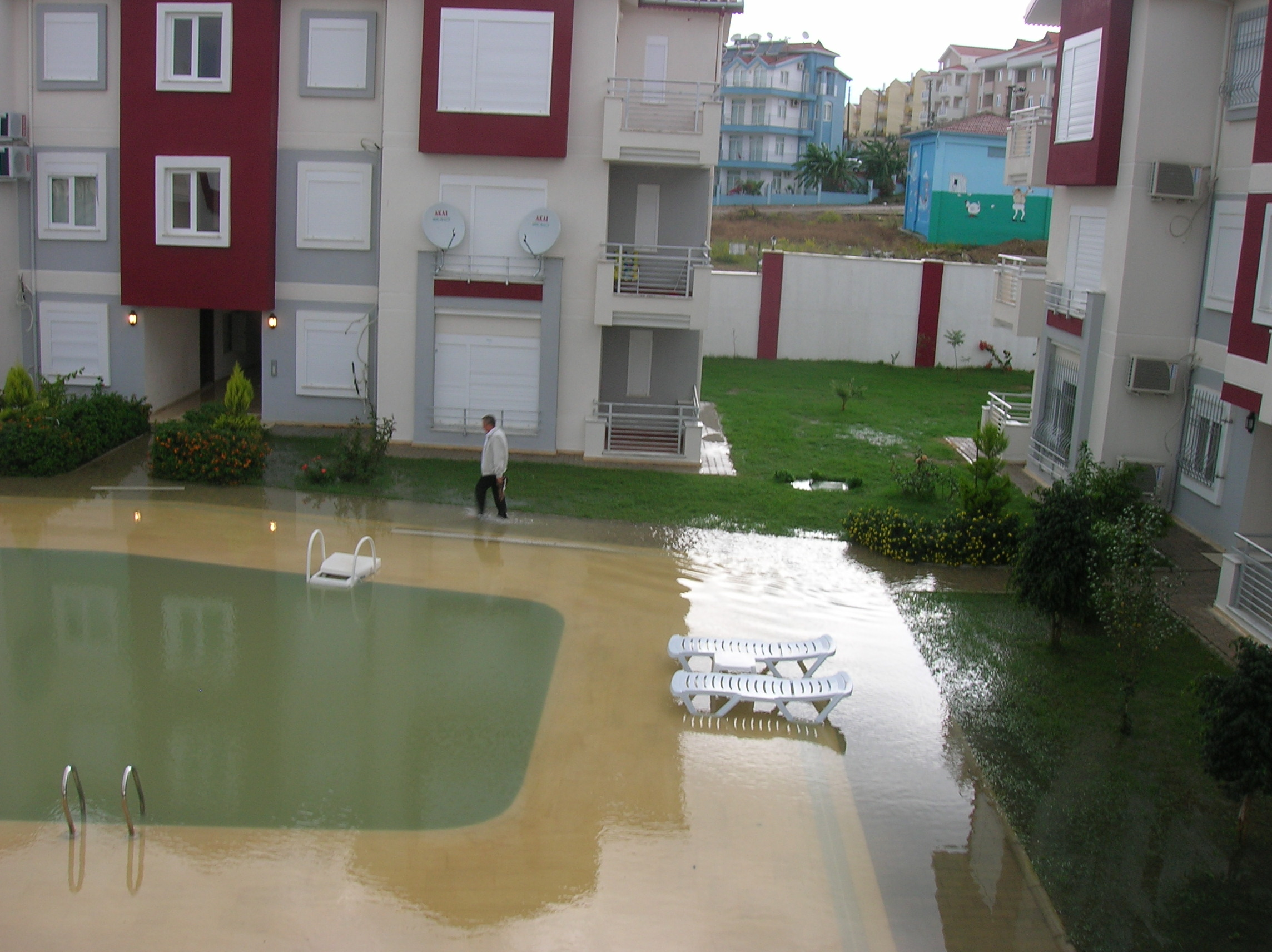
Een in het water gevallen vakantie

Wateroverlast is een verzamelnaam voor situaties waarin mensen overlast ondervinden als gevolg van te veel water. Veel voorkomende vormen van wateroverlast zijn wateroverlast ten gevolge van regen en kwel (opkomend grondwater), maar ook overstromingen zijn een vorm van wateroverlast.

## Wateroverlast als gevolg van regen
Wateroverlast als gevolg van regen ontstaat vooral in steden en andere sterk bebouwde gebieden (zoals bedrijventerreinen). In stedelijke gebieden wordt te veel water via de riolering afgevoerd. Het water infiltreert daardoor onvoldoende in de bodem. Vaak gebeurt de afvoer nog via een gemengde riolering; afvalwater en regenwater samen. Het aanleggen van gescheiden riolering, met aparte verwerking van regenwater, neemt wel toe. In het beste geval worden daarbij ook infiltratievoorzieningen aangelegd waardoor niet alle regenwater in het oppervlaktewater terecht komt. 
Wanneer er veel neerslag valt kan het zijn dat het riool de hoeveelheid water niet aankan en daardoor overstroomt. Een riolering is nooit groot genoeg om de hevigste buien op te vangen, zoals die met popcornbuien en wolkbreuken. Daarom wordt gebruikgemaakt van de straat en andere bovengrondse ruimte om piekbuien kortstondig op te vangen. Dan loopt de straat dus vol. Veel erger is dat soms ook kelders onder water komen te staan.
Als hierbij dan ook elektriciteitskabels worden geraakt kan er kortsluiting ontstaan met brand en/of stroomuitval als gevolg. Als de gemengde riolering overstroomt, zal dit water ook afvalstoffen uit het riool bevatten. Dit is een gevaar voor de volksgezondheid in verband met de aanwezigheid van bacteriën, virussen en andere organismen. Een ander risico is de kans op letsel of verdrinking als putdeksels door het stromende water uit hun sponning gedrukt worden. 
Hoewel de brandweer vaak gealarmeerd wordt als er water op straat staat, kan ze er weinig tegen doen. De hoeveelheid water over het hele gebied is zo groot dat pompen weinig uithaalt. Meestal is de overlast binnen een uur na de regenval alweer grotendeels voorbij.

## Technische oplossingen
Riolering is niet berekend op piekbuien, dat zou veel te duur worden. In functie van de potentiële schade wordt meestal gewerkt met een retourperiode van de overstroming van 10 tot 50 jaar. Dit betekent dat statistisch gezien er elke 10 tot 50 jaar een regenbui zal zijn die leidt tot overstroming. Daarom bevatten rioolstelsels overstorten. Hevige buien kunnen zo toch afgevoerd worden zonder schade te veroorzaken in stedelijk gebied. Het met regenwater verdunde afvalwater wordt dan ongezuiverd geloosd op het oppervlaktewater (bijvoorbeeld grachten of singels). Als de overstortfrequentie hoog is ontstaat een (milieu)probleem, waarvoor gemeente en waterschap een oplossing moeten vinden.
Om riooloverstortingen te voorkomen wordt tegenwoordig vaak een speciaal regenwaterriool aangelegd. Hierdoor komen het regenwater en huishoudelijk afvalwater niet meer samen in één rioolbuis terecht en kan regenwater makkelijker geloosd worden op het oppervlaktewater. Een andere mogelijkheid is aanleg van een bergbezinkvoorziening. Daar wordt bij hevige buien het afvalwater tijdelijk opgeslagen, en als ook die bak vol is, heeft de vervuiling kunnen bezinken zodat de milieubelasting beperkt blijft.
Een andere oplossing voor regenwateroverlast is het aanleggen van moderne infiltratievoorzieningen om het water versneld in de bodem te infiltreren.

## Wateroverlast als gevolg van grondwater
In gebieden met een hoge grondwaterstand kan wateroverlast ontstaan wanneer er onvoldoende drainage is en het water in kruipruimtes of kelders terechtkomt. Een veelvoorkomend probleem is dat onder huizen spontaan kwel ontstaat. Dit is opkomend grondwater als gevolg van neerslag of stijging van het waterpeil in nabijgelegen oppervlaktewater. Kwel is moeilijk tegen te gaan, behalve met drainage en eventueel pompen.

## Klimaatverandering
In het kader van klimaatverandering verwacht het KNMI dat heviger regenbuien in de toekomst steeds vaker zullen voorkomen. Om het Nederlandse waterbeheer op orde te houden en goed voorbereid te zijn op toevoer van grote hoeveelheden water ondertekenden overheidspartijen in 2003 het Nationaal Bestuursakkoord Water.